# Hermbstaedtia
Hermbstaedtia es un género de fanerógamas  pertenecientes a la familia Amaranthaceae. Comprende 28 especies descritas y de estas, solo 11 aceptadas.

## Taxonomía
El género fue descrito por Ludwig Reichenbach y publicado en Conspectus Regni Vegetabilis 164. 1828. La especie tipo es: Hermbstaedtia glauca Reichb. ex Steud.

## Especies aceptadas
A continuación se brinda un listado de las especies del género Hermbstaedtia aceptadas hasta septiembre de 2012, ordenadas alfabéticamente. Para cada una se indica el nombre binomial seguido del autor, abreviado según las convenciones y usos. 
- Hermbstaedtia angolensis C.B.Clarke
- Hermbstaedtia argenteiformis Schinz
- Hermbstaedtia exellii (Suess.) C.C.Towns.
- Hermbstaedtia fleckii Bak. & C. B. Cl.
- Hermbstaedtia glauca Reichb. ex Steud.
- Hermbstaedtia linearis Schinz
- Hermbstaedtia nigrescens Suess.
- Hermbstaedtia odorata (Burch. ex Moq.) T.Cooke
- Hermbstaedtia scabra Schinz
- Hermbstaedtia schaeferi Schinz & Dinter
- Hermbstaedtia spathulifolia Baker